# Östra Göinge härad
Östra Göinge härad var ett härad nordöstra Skåne i dåvarande Kristianstads län som numera utgör delar av Hässleholms kommun,  Kristianstads kommun, Östra Göinge kommun och  Osby kommun. Häradets areal var 1 103,43 kvadratkilometer varav 1 061,74 land. 
Häradet tillkom år 1637 genom delning av Göinge härad.

## Häradsvapen
Häradsvapnet fastställdes av Kungl. Maj:t den 14 december 1951: "Sköld delad av silver, vari två korslagda gröna palmkvistar, och av rött, vari en ur vänstra sköldkanten framkommande beklädd arm som håller en flagga och är åtföljd av fem i armens förlängning bjälkvis ordnade, i båda ändar spetsade stolpar, allt av silver."

## Socknar
I Kristianstads kommun
- Färlöv
- Norra Strö
- Önnestad från 1952, tidigare i Västra Göinge härad

I Östra Göinge kommun
- Kviinge
- Gryt
- Knislinge
- Emmislöv
- Glimåkra
- Hjärsås
- Östra Broby

I Osby kommun
- Osby till 1967 därefter i Västra Göinge härad
- Örkened till 1967 därefter i Västra Göinge härad
- Loshult till 1967 därefter i Västra Göinge härad

I Hässleholms kommun
- Hästveda till 1952 därefter i Västra Göinge härad

## Län, fögderier, domsagor, tingslag och tingsrätter
Häradet hörde mellan 1637 och 1996 till Kristianstads län. Från 1997 ingår området i Skåne län.  Församlingarna tillhör(de) Lunds stift
Häradets socknar hörde till följande fögderier:
- 1720-1917 Östra och Västra Göinge fögderi
- 1918-1945 Broby fögderi dock ej för Glimåkra socken
- 1918-1946 (1 juli) Kristianstads fögderi för Örknereds socken
- 1946-1966 Osby fögderi för socknarna i Östra Göinge och Osby kommun
- 1946-1990 Kristianstads fögderi från 1967 för socknarna i Östra Göinge kommun och mellan 1918 och 1946 för Glimåkra socken
- 1946-1990 Hässleholms fögderi för Hästveds socken samt från 1967 för Osby, Örkeneds och Loshults socknar

Häradets socknar tillhörde följande domsagor, tingslag och tingsrätter:
- 1682-1966 Östra Göinge tingslag i
  - 1682-1860 Västra och Östra Göinge häraders domsaga
  - 1861-1917 Villands och Östra Göinge domsaga
  - 1918-1966 Östra Göinge domsaga
- 1967-1970 Kristianstads domsagas tingslag i Kristianstads domsaga
- 1967-1970 Västra Göinge domsagas tingslag i Västra Göinge domsaga för Loshuts, Örkeneds socknar och Osby köping samt sedan 1952 Hästveda socken

- 1971- Kristianstads tingsrätt med Kristianstads tingsrätts domsaga
- 1971- Hässleholms tingsrätt' med Hässleholms tingsrätts domsaga för områdena i Osby kommun och Hässleholms kommun